# NGC 1270
NGC 1270 is een elliptisch sterrenstelsel in het sterrenbeeld Perseus. Het hemelobject werd op 14 februari 1863 ontdekt door de Duits-Deense astronoom Heinrich Louis d'Arrest.

## Synoniemen
- PGC 12350
- UGC 2660
- MCG 7-7-57
- ZWG 540.95